# Вулиця 8 Березня (Мелітополь)
Вулиця 8 Березня — вулиця Мелітополя, що йде від вулиці Героїв України до вулиці Шмідта. Складається з приватного і промислового секторів. Має покриття асфальтне і ґрунтове (колишній провулок 8 березня).

## Назва
Вулиця названа на честь свята 8 Березня — міжнародного дня боротьби за права жінок, спочатку з'явилося як день солідарності трудящих жінок у боротьбі за рівність прав і емансипацію.

## Історія
Точна дата появи вулиці невідома. До 17 червня 1929 вона називалася Дмитрівською. До 21 жовтня 1965 року в склад вулиці входив нинішній провулок Університетський. У 2000-х роках до вулиці 8 березня був приєднаний однойменний провулок.

## Об'єкти
- ВАТ «Мелітопольський хлібозавод»
- ТОВ «СавВАТС» (металопрокат)